# Playmaker
Playmaker (eller spilfordeler) betegner en sportsudøver og udtrykket bruges især inden for håndbold. En playmaker er en spiller, der i angrebsspillet organiserer spillet og sætter et system i gang med henblik på skabe ubalance i forsvaret, så det bliver muligt at komme til et åbent skud på mål.

## Håndbold
I udgangsopstillingen, hvor der er en stregspiller og fem bagspillere, er playmakeren den spiller, der befinder sig nogenlunde midt for målet. Ved sin side har han de to backs og længere ude finder man de to fløjspillere. Playmakeren markerer et spilsystem enten ved at sige den interne kode for systemet eller via håndbevægelser. 
En god playmaker er kendetegnet ved at have et godt blik for spillet, så han både kan vælge det rigtige spilsystem og samtidig have evnen til at bryde ud af det, hvis muligheden byder sig. Playmakeren er normalt ikke den spiller, der scorer flest mål, men han/hun vil ofte have mange målgivende afleveringer. Gode playmakere har dog samtidig øje for at bryde igennem til scoringsforsøg, hvis chancen opstår, lige som nogle systemer kan lægge op til, at det er playmakeren, der ender med scoringschancen.

### Kendte playmakere inden for håndbold
| Herrer                | Herrer   | Kvinder              | Kvinder   |
| Navn                  | Land     | Navn                 | Land      |
| --------------------- | -------- | -------------------- | --------- |
| Jesper Jensen         | Danmark  | Heidi Astrup         | Danmark   |
| Joachim Boldsen       | Danmark  | Rikke Hørlykke       | Danmark   |
| Henrik Knudsen        | Danmark  | Camilla Andersen     | Danmark   |
| Claus Møller Jakobsen | Danmark  | Lotte Kiærskou       | Danmark   |
| Snorri Gudjonsson     | Island   | Mette Sjøberg        | Danmark   |
| Ivano Balić           | Kroatien | Kristine Andersen    | Danmark   |
| Michael Kraus         | Tyskland | Kristina Kristiansen | Danmark   |
| Hussein Ali Zaky      | Egypten  | Anita Görbicz        | Ungarn    |
| Magnus Wislander      | Sverige  | Isabelle Gulldén     | Sverige   |
| Sebastian Seifert     | Sverige  | Ana Paula Rodrigues  | Brasilien |
| Christian Berge       | Norge    | Nycke Groot          | Holland   |
| Bo Spellerberg        | Danmark  | Allison Pineau       | Frankrig  |
| Domagoj Duvnjak       | Kroatien | Gro Hammerseng       | Norge     |
| Raúl Entrerríos       | Spanien  | Anja Hammerseng      | Norge     |

## Fodbold
I fodbold er playmakeren typisk en offensiv midtbanespiller, der har specialiseret sig i at aflevere. Playmakere kan godt spille længere tilbage på banen, men har normalt en defensiv midtbanespiller ved sin side, da playmakerens rolle stadig er primært offensiv.
Idet playmakeren kan ligge forskellige steder på banen, regnes det ikke for en position, men mere som en rolle på fodboldbanen.
Især inden for italiensk fodbold er det normalt med en dybtliggende playmaker, en regista. En, der spiller på den offensive midtbane, hedder indenfor italiensk fodbold en trequartista. En trequartista skal kunne lave gode, præcise afleveringer ud af ingenting, og skal hele tiden være klar til at modtage bolden, så han skal løbe rundt på hele den offensive del af banen. De skal også både kunne lave gode indlæg, samt score mål selv. Diego Maradona anses bl.a. for at have spillet rollen som trequartista.